# Can Galceran (Amer)
Can Galceran és una casa d'Amer (Selva) inclosa a l'Inventari del Patrimoni Arquitectònic de Catalunya.

## Descripció
Es tracta d'un edifici de tres plantes de coberta irregular que combina terrassa amb una vessant d'una sola aigua a façana. Està ubicat a l'inici del carrer d'Olot, fent cantonada amb la plaça Pompeu Fabra.
La façana principal, que dona al carrer d'Olot, està estructurada intèrnament en dues crugies. La planta baixa consta de dues obertures, com són el portal d'accés rectangular i una finestra quadrangular. Ambdues recullen els mateixos trets compositius, és a dir llinda monolítica i muntants de pedra ben escairats i treballats.
El primer i segon pis han estat resolts partint del mateix esquema formal, que consisteix en l'aplicació de dues obertures per pis. Es tracta de quatre grans obertures rectangulars, equipades amb llinda monolítica i muntants de pedra ben treballats i escairats, les quals són projectades com a balconades amb les seves respectives baranes de ferro forjat. Unes baranes, per cert, bastant austeres i sòbries les quals no han rebut cap tractament destacat a ressenyar. Simplement esmentar, que les dues balconades del segon pis són sostentades per dues mènsoles cadascuna.
Trenquen aquest ritme compositiu, tot i que tímidament, dos elements, com són: per una banda, la mida sensiblement menor de les dues balconades del segon pis, les quals són molt més petites en comparació amb les del primer pis, de major mida. Mentre que per l'altra, la finestra quadrangular ubicada entremig de les dues balconades del segon pis.
Remarcar, a mode d'apunt, dos elements destacats de l'immoble com són els blocs cantoners regulars de pedra, que acaparen tot l'espai físic des de la base fins a la cornisa, de la cantonada que dona a la plaça Pompeu Fabra. Això per un costat, mentre que per l'altra, les faixes o franges de separació existents per delimitar l'espai físic pròpiament dels tres sectors - planta baixa, primer i segon pis-.
Tanca l'edifici, en la part superior, una cornisa ornada amb un fris peculiar que recorda vagament als cassetons.